# MTV Unplugged (álbum de Shakira)
MTV Unplugged (em português:  Acústico MTV) é o primeiro álbum ao vivo gravado pela cantora
colombiana Shakira, lançado em 29 de fevereiro de 2000, pela Columbia Records e Sony Latin. Foi gravado em 12 de agosto de 1999, durante sua performance no MTV Unplugged no Grand Ballroom do Manhattan Center, em Nova York.
A performance foi lançada em 2000 como um álbum ao vivo e novamente em 2002 como um DVD. Foi aclamado pela crítica norte-americana e deu a Shakira como o e lhe rendeu seu primeiro Grammy de (melhor álbum pop latino) O álbum saiu se bem por vender 5 milhões de cópias em todo o mundo.
| Críticas profissionais | Críticas profissionais |
| Avaliações da crítica  | Avaliações da crítica  |
| Fonte                  | Avaliação              |
| ---------------------- | ---------------------- |
| Allmusic               | [ 3 ]                  |

## Faixas
| MTV Unplugged – CD e DVD (2000) |                             |                                   |         |  |
| N.º                             | Título                      | Compositor(es)                    | Duração |  |
| 1.                              | "Octavo Día"                | Lester Mendez Shakira             | 6:21    |  |
| 2.                              | "Si Te Vas"                 | Luis Fernando Ochoa Shakira       | 3:40    |  |
| 3.                              | "Dónde Están Los Ladrones?" | Ochoa Shakira                     | 3:32    |  |
| 4.                              | "Moscas en la casa"         | Shakira                           | 3:52    |  |
| 5.                              | "Ciega, Sordomuda"          | Estefano Salgado Shakira          | 4:09    |  |
| 6.                              | "Inevitable"                | Ochoa Shakira                     | 3:39    |  |
| 7.                              | "Estoy Aquí"                | Ochoa Shakira                     | 4:58    |  |
| 8.                              | "Tú"                        | Dillon O'Brien Shakira            | 5:22    |  |
| 9.                              | "Sombra De Ti"              | Ochoa Shakira                     | 4:07    |  |
| 10.                             | "No Creo"                   | Ochoa Shakira                     | 4:08    |  |
| 11.                             | "Ojos Así"                  | Javier Garza Pedro Flores Shakira | 6:50    |  |
| Duração total:                  | Duração total:              | Duração total:                    | 50:33   |  |

## Créditos
| - Shakira - Vocalista, Produtora, arranjadora, harmonica e guitarra. - Emilio Estefan Jr. - Produtor Executivo. - Tim Mitchell - Produtor, arranjador e guitarrista. - Sean Murphy - Produtor. - Marcello Anez - Engenheiro. - Adam Blackburn - Engenheiro. - Scott Canto - Engenheiro. - Sebastian Krys - Engenheiro - Mauricio Guerrero - Mixer. - Eric Schilling - Mixer. - Tony Blanc - Mixagem. - Steve Penny - Mixagem. - Maurizio Teilla - Assistente de Mixagem. - Bob Ludwig - Masterização. - George Noreiga - Guitarras e backing vocals | - Donna Allen - Backing vocals. - Rita Quintero - Backing vocals. - Luis Fernando Ochoa - Guitarras e arranjos. - Ben Peeler - Guitarra Lap steel , mandolina, dobro, bazouki - Pedro Alfonso - Violin. - Albert Menendez - Piano e teclados. - Ricardo Suarez - Baixo, contra baixo e baixolão. - Brendan Buckley - Bateria e percussão. - Ebenezer da Silva - Percussão. - Myriam Eli - Percussão. - Los Mora Arriaga - Banda mariachi em "Ciega, Sordomuda" |

## Desempenho nas tabelas musicais

### Paradas semanais
| Tabelas musicais (2000)          | Melhor posição |
| -------------------------------- | -------------- |
| Áustria (Ö3 Austria Top 40)      | 55             |
| EUA (Billboard 200)              | 124            |
| EUA (Latin Albums)               | 1              |
| EUA (Latin Pop Albums)           | 1              |
| EUA (Billboard Top Music Videos) | 9              |
| Países Baixos (Dutch Top 40)     | 81             |

## Vendas e certificações
| Região                                                                                             | Certificação | Vendas   |
| -------------------------------------------------------------------------------------------------- | ------------ | -------- |
| Alemanha (BVMI)                                                                                    | Ouro         | 150,000^ |
| Argentina (CAPIF)                                                                                  | Platina      | 60,000^  |
| Brasil (Pro-Música Brasil)                                                                         | Ouro         | 100,000* |
| Estados Unidos (RIAA)                                                                              | 4× Platina   | 500,000^ |
| Estados Unidos (RIAA) DVD                                                                          | Ouro         | 50,000^  |
| México (AMPROFON)                                                                                  | Platina      | 150,000^ |
| *números de vendas baseados somente na certificação ^distribuições baseadas apenas na certificação |              |          |

## Prêmios e indicações
| Ano  | Cerimônia                                            | Nomeação      | Resultado |
| ---- | ---------------------------------------------------- | ------------- | --------- |
| 2000 | Grammy Latino de Álbum do Ano                        | MTV Unplugged | Indicado  |
| 2000 | Grammy Latino para Melhor Álbum Vocal Pop Feminino   | MTV Unplugged | Indicado  |
| 2000 | Grammy Latino para Melhor Vocal Pop Feminino         | "Ojos Así"    | Venceu    |
| 2000 | Grammy Latino para Melhor Vocal Rock Feminino        | "Octavo Día"  | Venceu    |
| 2001 | Grammy Award para Melhor Álbum de Pop Latino         | MTV Unplugged | Venceu    |
| 2001 | Premio Lo Nuestro para Álbum Rock/Alternativo do Ano | MTV Unplugged | Venceu    |